# Kliofest
Festival povijesti - Kliofest godišnja je manifestacija posvećena popularizaciji povijesne znanosti i srodnih struka. Prvi Kliofest održan je u Zagrebu 2014. godine. Nazvan je prema antičkoj grčkoj muzi Klio, zaštitnici povijesti.

## O festivalu
Glavni organizatori festivala su Kliofest - udruga za promicanje kulture povijesti, Hrvatski nacionalni odbor za povijesne znanosti, Društvo za hrvatsku povjesnicu, Nacionalna i sveučilišna knjižnica u Zagrebu i Hrvatski državni arhiv. Cilj festivala su popularizacija nakladničke djelatnosti na polju historiografije i srodnih znanosti i poticanje rasprave među povjesničarima o važnim pitanjima struke te općenito o mjestu i položaju povijesti i povjesničara u suvremenom hrvatskom društvu.
Za vrijema Kliofesta održavaju se okrugli stolovi, tribine, predstavljanja knjiga, predavanja, radionice koje priređuju povjesničari, arhivisti, muzealci i nakladnici, izložbe, filmski programi, te prodajni sajam povijesnih knjiga. Tijekom festivala obilježava se i Dan povijesti i dodjeljuju nagrade za doprinos historiografiji.
Sudionici festivala mnogi su hrvatski povjesničari, kao i gosti iz inozemstva. Glavnina programa Kliofesta održava se u Nacionalnoj i sveučilišnoj knjižnici u Zagrebu, a programi vezani za obilježavanja Dana povijesti odvijaju se i u drugim hrvatskim gradovima.

### Teme
- Prvi Festival povijesti Kliofest: Zakoračite u svijet povijesti! (3. – 7. lipnja 2014.)[1]
- Drugi Festival povijesti Kliofest: Dođite i kušajte povijest! (12. – 16.svibnja 2015.)[2]
- Treći Festival povijesti Kliofest: S nama kroz povijest! (11. – 14. svibnja 2016.)[3]
- Četvrti Festival povijesti Kliofest: Posjetite povijest! (9. – 13. svibnja 2017.)[4]
- Peti Festival povijesti Kliofest: Čitajte povijest! (8. – 11. svibnja 2018.)[5]
- Šesti Festival povijesti Kliofest: Pišem povijest! (14. – 17. svibnja 2019.)[6]
- Sedmi festival povijesti Kliofest: Čitajte povijest! (12. – 15. svibnja 2020.)[7]
- Osmi festival povijesti Kliofest: Čitajte povijest! (11. – 14. svibnja 2021.)[8]

## Nagrade
Od 2015. godine, za trajanja Kliofesta, na Dan povijesti, Hrvatski nacionalni odbor za povijesne znanosti i Društvo za hrvatsku povjesnicu dodjeljuju četiri strukovne nagrade za doprinos hrvatskoj historiografiji:

### Nagrada Ivan Lučić
Nagrada za životno djelo. Dodjeljuje se za poseban doprinos pružen razvoju povijesne znanosti tijekom dugogodišnjeg znanstvenog i nastavnog rada. Dosadašnji dobitnici su:
- 2015.: Miroslav Bertoša
- 2016.: Tomislav Raukar
- 2017.: Mira Kolar-Dimitrijević
- 2018.: Nikša Stančić
- 2019.: Mirjana Matijević-Sokol

### Nagrada Mirjana Gross
Nagrada za najbolju knjigu iz povijesti objavljenu u prethodnoj godini. Dosadašnji dobitnici su:
- 2015.:  Marica Karakaš Obradov, za knjigu Novi mozaici nacija u "novim poredcima"

Tomislav Popić, za knjigu Krojenje pravde : Zadarsko sudstvo u srednjem vijeku
- 2016.: Lovro Kunčević, za knjigu Mit o Dubrovniku: diskursi o identitetu renesansnoga grada
- 2017.: Davor Marijan, za knjigu Domovinski rat
- 2018.: Robert Skenderović, za knjigu Povijest podunavskih Hrvata (Bunjevaca i Šokaca) od doseljavanja do propasti Austro-Ugarske Monarhije
- 2019.: Ivana Horbec, za knjigu Prema modernoj državi : Uprava i politika u Banskoj Hrvatskoj 18. stoljeća

### Nagrada Vjekoslav Klaić
Nagrada za popularizaciju povijesti. Dodjeljuje se za doprinos popularizaciji povijesne znanosti preko knjiga, u medijima, novinama, televiziji, radiju i/ili internetskim portalima, za važne prezentacije povijesnih tema u muzejima i slično. Dosadašnji dobitnici su:
- 2015.:  Neven Budak,  za dugogodišnji rad na promociji povijesne znanosti u javnosti te organizaciju kongresa hrvatskih povjesničara

Dario Špelić, za radijsku emisiju Povijest četvrtkom i televizijsku emisiju Treća povijest
- 2016.: Dragutin Feletar, za pokretanje časopisa za popularizaciju geografije i povijesti Hrvatski zemljopis (1994.), te uređivanje i objavljivanje velikog broja znanstvenih i stručnih knjiga povijesnog karaktera

Ivan Žagar, za organizaciju predstavljanja povijesnih knjiga, okruglih stolova i tribina, te digitalizaciju historiografske periodike i literature
- 2017.: Božidar Domagoj Burić, za autorstvo nekoliko televizijskih serija (Tajnoviti srednji vijek (2001), Ludi rimski carevi (2006.), Hrvatski kraljevi (2011) i Republika (2016.)) u kojima se obrađuje povijest starog, srednjeg i ranoga novog vijeka
- 2018.: Hrvoje Gračanin i Vesna Turtula, za osmišljavanje i stvaranje radijske emisije Putnici kroz vrijeme
- 2019.: Josip Mihaljević, za radijsku emisiju Povijesne kontroverze

Vlatka Dugački i Krešimir Regan za knjigu Hrvatski povijesni atlas

### Nagrada Ferdo Šišić
Nagrada za najbolji diplomski rad obranjen u prethodnoj godini. Dosadašnji dobitnici su:
- 2015.: Tomislav Habdija, za diplomski rad Poplave i glad u drugoj polovici 18. i početkom 19. stoljeća u Civilnoj Hrvatskoj i Vojnoj krajini[9]
- 2016.: Nikola Cik, za diplomski rad Ekohistorija Đurđevca i Virja u drugoj polovici 18. stoljeća[10]
- 2017.: Lidija Kelemen, za diplomski rad Iz privrednog života hrvatskih i ugarskih trgovišta na primjeru Krapine i Kotoribe prema zapisnicima trgovišta od 1724. do 1804. godine[11]
- 2018.: Filip Hren, za diplomski rad Hrvatski staleži i Vojna krajina u Tridesetogodišnjem ratu[12]

Veronika Novoselac, za diplomski rad Značaj humorističkosatiričkog lista "Bič" u pravaškom novinstvu druge polovice 19. stoljeća
- 2019.: Lucija Bakšić, za diplomski rad Intelektualna revolucija u riječima i djelima Augusta Cesarca[14]

Marko Vodopija, za diplomski rad Skica gradskog društva: zadarski obrtnici u polovici 14. stoljeća

### Nagrada Jaroslav Šidak
Nagrada inozemnom povjesničaru. Dodjeljuje se za autorsku knjigu ili značajan doprinos istraživanjima i predavanjima o hrvatskoj povijesti u inozemstvu. Dosadašnji dobitnici su: 
- 2015.: Antoni Cetnarowicz (Poljska)
- 2016.: Ludwig Steindorff (Njemačka)
- 2017.: Denis Jevgenjevič Alimov (Rusija)
- 2018.: Rumjana Božilova (Bugarska)
- 2019.: Dinko Šokčević (Mađarska)

## Vanjske poveznice
Mrežna mjesta
- Kliofest, službeno mrežno mjesto